# Banguia
Banguia (auch: Banguiya) ist ein Dorf im Arrondissement Zinder III der Stadt Zinder in Niger.

## Geographie
Das von einem traditionellen Ortsvorsteher (chef traditionnel) geleitete Dorf befindet sich nördlich des Stadtzentrums im ländlichen Gemeindegebiet von Zinder, der Hauptstadt der gleichnamigen Region Zinder. Eine Nachbarsiedlung im Süden ist Malan Amar.
Östlich des Dorfs erhebt sich ein Quarzit-Hügel. Wie im gesamten Gemeindegebiet von Zinder herrscht das Klima der Sahelzone vor, mit einer durchschnittlichen jährlichen Niederschlagsmenge zwischen 300 und 400 mm.

## Bevölkerung
Bei der Volkszählung 2012 hatte Banguia 305 Einwohner, die in 45 Haushalten lebten. Bei der Volkszählung 2001 betrug die Einwohnerzahl 185 in 32 Haushalten.

## Wirtschaft und Infrastruktur
Beim Dorf verläuft die 980,9 Kilometer lange Nationalstraße 11 zwischen Algerien und Nigeria. In Banguia wird Saatgut für Augenbohnen produziert. Es gibt eine Schule. Eine Richtfunkanlage auf dem Hügel östlich von Banguia steht auf einer Höhe von etwa 469 m, dem höchsten Punkt des Arrondissements Zinder III.